# Oedipina leptopoda
Oedipina leptopoda é uma espécie de anfíbio caudados da família Plethodontidae. Está presente nas Honduras. A UICN classificou-a como deficiente de dados.